# محمد العباس (كاتب)
محمد العباس (ولد في سيهات عام 1960م/ 1380هـ) كاتب وناقد سعودي، ويعمل على رصد حركة الإبداع العربي ورصد الظواهر الأدبية والثقافية والاجتماعية في السعودية ضمن كتاباته النقدية في صحف عربية.

## إصدارات
- (قصيدتنا النثرية – قراءات لوعي اللحظة الشعرية). صدر عن دار «الكنوز الأدبية» 1997.[4]
- (حداثة مؤجلة). صدر عن سلسلة كتاب الرياض 1998.[5]
- (ضد الذاكرة: شعرية قصيدة النثر). صدر عن المركز الثقافي العربي 2001.[6]
- (سادنات القمر: سرّانية النص الشعري الأنثوي). صدر عن مؤسسة الانتشار العربي 2003.[7]
- (شعرية الحدث النثري). صدر عن مؤسسة الانتشار العربي 2007.[4]
- (نهاية التاريخ الشفوي). صدر عن مؤسسة الانتشار العربي والنادي الأدبي في حائل 2008 .[8]
- (كتابة الغياب: بطاقات مكابدة لوديع سعادة). صدر عن دار نينوى للدراسات والنشر والتوزيع 2009.[9]
- (مدْينة الحياة: جدل في الفضاء الثقافي للرواية في السعودية). صدر عن دار نينوى للدراسات والنشر والتوزيع 2009.[10]
- (نص العبور إلى الذات: القصة القصيرة النسائية الكويتية في الألفية الثالثة). صدر عن دار نينوى للدراسات والنشر والتوزيع 2009.[11]
- (سقوط التابو: الرواية السياسية في السعودية). صدر عن دار جداول 2011. وفي هذا الكتاب يتناول العباس "محاولات الروائيين في السعودية الاقتراب من الهم السياسي، وكسر حاجز الخوف من ارتياد تلك المنطقة الوعرة".[12] وتناول المؤلف كتابه "عشرة أشخاص هم: فؤاد الطارف الهارب من جحيم الأحزاب إلى وعود الوطن وفؤاد هو بطل رواية (شقة الحرية) لغازي القصيبي.. - هيفاء وسليمان خيبة النضال المعجون بالحب وهما بطلا رواية (الرياض نوفمبر 90) لسعد الدوسري. - رديني السالم العروبي الغارق في الكحول والأوهام وهو بطل رواية (عودة إلى الأيام الأولى) لإبراهيم الخضير. - أبو حسان مناضل أخرس من المؤلفة قلوبهم المنكسرة أقلامهم وهو بطل رواية (طوق الطهارة) لمحمد علوان. - هشام العابر الوعي المنشق على نفسه وهو بطل ثلاثية (أطياف الأزقة المهجورة) لتركي الحمد. - سهل الجبلي السجن كفضاء لتعزيز البطولة الجماعية واستكمال التجربة النضالية وهو بطل رواية (الغيمة الرصاصية) لعلي الدميني. - خالد البعيد الفارس العمالي المستعاد من التاريخ وقلوب الجماهير وهو بطل رواية (شغف شمالي) لفارس الهمزاني. - سليمان السفيلاوي السلفي الخائف من ظله وهو بطل رواية (الحمام لايطير في بريدة) ليوسف المحيميد. - بدر الشراحي الصحوي الثابت المعاد توجيهه وهو بطل رواية (عين الله) لخالد المجحد. - سعيد المناضل الباريسي الملكي وهو بطل روائي (رقص) لمعجب الزهراني.[13]
- (صُنع في السعودية). صدر عن دار جداول 2013.[14] يتضمن هذا الكتاب «مجموعة من المقالات التي تكاد تقتصر على الشأن السعودي وإن تنوعت مجالاتها ما بين الفن والرياضة وقضايا المجتمع، ولا يقتصر أسلوب العباس على النقد والسخرية بل هي مقالات كتبت بعناية لتفكيك أوضاع راسخة، ومسلمات كثيرة لا يتوقف إزاءها الكثيرون. ومن هذه المقالات: اللباس المكتوب، عندما في الأعالي ـ ارتقاءة ماجد عبد الله، خالد عبد الرحمن: أهو أغنية شعبية مغسولة؟! ... السيرة التويترية: قراءة في البايو، طاش ما طاش: لعبة وعي، الرز: الابن التاريخي المدلّل للأسرة، دراما الغزل الصامت، ولماذا يضحك الناس في السعودية».[15]
- (عرّاف الرمل).[16] صدر عن الدار العربية للعلوم 2014. ويتناول فيه العباس تجربة الشاعر السعودي الراحل محمد الثبيتي بالدراسة.[17]
- (الفضاء الثقافي للرواية العربية). صدر عن دار نينوى 2018.[18]
- (تويتر مسرح القسوة) صدر عن دار ميلاد للنشر والتوزيع2018.[19]
- (السيناريو الدينيوي للعالم) صدر عام 2021.[20]